# 安比奈新田
安比奈新田（あいなしんでん）は、埼玉県川越市の大字。郵便番号は350-1173。

## 地理
川越市の西部に位置し、狭山市と接している。入間川が東西を流れ、かつては盛んに砂利の採取が行われていた。

## 交通
駅は町域内にはない。最寄り駅は西武新宿線南大塚駅となっている。
かつては西武安比奈線安比奈駅があった。

## 施設
- 霞ヶ関南病院
- 安比奈親水公園
- 安比奈公民館